# Cerro al Volturno
Cerro al Volturno – miejscowość i gmina we Włoszech, w regionie Molise, w prowincji Isernia.
Według danych na rok 2004 gminę zamieszkiwały 1433 osoby, 62,3 os./km².